# Armorial des communes des Deux-Sèvres
- il comporte peu ou pas de sources.
- le nombre de blasons représentés est faible par rapport au sujet de la page.
- il reste des blasons à dessiner dans cet armorial.

Blason du département des Deux-Sèvres : De gueules à deux fasces d'argent accompagnées de cinq tours d'or, 2, 1 et 2.

Cette page donne les armoiries (figures et blasonnements) des communes des Deux-Sèvres disposant d'un blason connu à ce jour. Les communes portant des armes héraldiquement fautives (Armes à enquerre) sont incluses dans cet armorial, la rubrique Détails faisant état de leur statut particulier. Cependant, les communes dépourvues de blason et celles arborant un pseudo-blason (dessin d'amateur ressemblant vaguement à un blason mais ne respectant aucune règle de construction héraldique) sont volontairement exclues de cet armorial. Leur statut est mentionné à la fin de chaque initiale.

(0 dessin(s) en attente.)
- Haut – A
- B
- C
- D
- E
- F
- G
- H
- I
- J
- K
- L
- M
- N
- O
- P
- Q
- R
- S
- T
- U
- V
- W
- X
- Y
- Z

## A
| Blason de L'Absie | Blason  | De gueules à une herse d'or.                     |
| Blason de L'Absie | Détails | Le statut officiel du blason reste à déterminer. |

| Blason de Aiffres | Blason  | De gueules aux cinq châteaux d'or en sautoir, surmontés de trois tours du même. |
| Blason de Aiffres | Détails | Le statut officiel du blason reste à déterminer.                                |

| Blason de Airvault | Blason  | Burelé de dix pièces d'argent et d'azur chargé de trois hirondelles de gueules becquées d'or. |
| Blason de Airvault | Détails | Le statut officiel du blason reste à déterminer.                                              |

| Blason de Ardin | Blason  | D'azur à un soleil d'or accosté de deux pals ondés d'argent ; au chef du second chargé de trois hures de sanglier de sable défendues d'argent. |
| Blason de Ardin | Détails | Le statut officiel du blason reste à déterminer.                                                                                               |

| Blason de Argenton-les-Vallées | Blason  | D'or à trois tourteaux de gueules accompagnés de sept croisettes recroisetées d'azur, ordonnées trois en chef, une entre deux tourteaux, deux de part et d'autre du troisième et une en pointe.                                                                       |
| Blason de Argenton-les-Vallées | Détails | Blason Historique : la commune, elle-même issue d'une fusion opérée au 1er septembre 2006, a fusionné au 1er janvier 2016 avec Le Breuil-sous-Argenton, La Chapelle-Gaudin, La Coudre, Moutiers-sous-Argenton et Ulcot pour former la commune nouvelle d'Argentonnay. |

| Blason de Augé | Blason  | Coupé d'un parti : au 1er écartelé en vis d'escargot d'argent et de gueules, au 2d de sinople à une grappe de raisin d'or, au 3e de gueules à une tour portillée et ajourée de sable, sommée de trois tourelles, celle du milieu plus haute, le tout d'or maçonné aussi de sable ; à la trangle ondée d'argent brochant sur le coupé. |
| Blason de Augé | Détails | Le statut officiel du blason reste à déterminer. |

| Blason de Avon | Blason  | Tiercé en pairle : au 1er d’azur à un courlis contourné d’argent, au 2d de gueules à la coupole du temple de Jérusalem d’or, au 3e de sinople à un dolmen d’argent |
| Blason de Avon | Détails | Le statut officiel du blason reste à déterminer. |

Pas d'information pour les communes suivantes : Adilly, Aigonnay, Les Alleuds, Allonne, Amailloux, Amuré, Arçais, Ardilleux, Argenton-l'Église, Asnières-en-Poitou, Assais-les-Jumeaux, Aubigné, Aubigny, Availles-Thouarsais, Azay-le-Brûlé, Azay-sur-Thouet.
- Haut – A
- B
- C
- D
- E
- F
- G
- H
- I
- J
- K
- L
- M
- N
- O
- P
- Q
- R
- S
- T
- U
- V
- W
- X
- Y
- Z

## B
| Blason de Belleville | Blason  | Tiercé en pairle renversé : au 1er de gueules à trois tours d'or ouvertes et ajourées de sable, au 2d d'azur à trois têtes de lion d'or lampassées de gueules, au 3e d'argent à deux haches de sable passées en sautoir.                                                      |
| Blason de Belleville | Détails | Les haches évoquent le défrichement forestier ayant donné naissance à la commune. Les tours sont inspirées des armes département, les lions des armes de la famille DE CHAMBERS. Armoiries conçues par M. Jean-François BRINON, adoptées par la municipalité le 27 mars 2015. |

| Blason de Bougon | Blason  | De gueules à un tumulus cantonné de quatre tours, le tout d'or maçonné de sable. |
| Blason de Bougon | Détails | Le statut officiel du blason reste à déterminer.                                 |

| Blason de Bressuire | Blason  | D’argent à l'aigle bicéphale de sable.           |
| Blason de Bressuire | Détails | Le statut officiel du blason reste à déterminer. |

| Blason de Brion-près-Thouet | Blason  | De gueules à la barre d'or chargée d'une coquille du champ posée à plomb et accompagnée en chef d'un léopard d'or et en pointe d'une tour d'argent ouverte et ajourée de sable ; à la rivière d'argent mouvant de la pointe. |
| Blason de Brion-près-Thouet | Détails | Le statut officiel du blason reste à déterminer. |

| Blason de Brioux-sur-Boutonne | Blason  | D'or à un chevron de gueules accompagné de trois cigognes d'argent.                                        |
| Blason de Brioux-sur-Boutonne | Détails | * Il y a là non-respect de la règle de contrariété des couleurs : ces armes sont fautives (argent sur or). |

| Blason de Busseau (Le) | Blason  | Parti : au 1er d'argent à la tierce ondée en pal et à une branche de buis de sinople brochante, au 2d coupé d'argent et de sable et à un lion de gueules brochant. |
| Blason de Busseau (Le) | Détails | Armes parlantes. Adopté le 1er octobre 2020. |

Pas d'information pour les communes suivantes : La Bataille, Beaulieu-sous-Parthenay, Beaussais-Vitré, Beauvoir-sur-Niort, Béceleuf, Bessines, Le Beugnon, Boismé, Boisserolles, La Boissière-en-Gâtine, Bouillé-Loretz, Bouillé-Saint-Paul, Bouin, Le Bourdet, Boussais, Bretignolles, Le Breuil-Bernard, Brie, Brieuil-sur-Chizé, Brûlain.
- Haut – A
- B
- C
- D
- E
- F
- G
- H
- I
- J
- K
- L
- M
- N
- O
- P
- Q
- R
- S
- T
- U
- V
- W
- X
- Y
- Z

## C
| Blason de Celles-sur-Belle | Blason  | D’azur à cinq fusées d’or accolées en fasce, surmontées de trois oiseaux volants du même rangés en chef. |
| Blason de Celles-sur-Belle | Détails | Le statut officiel du blason reste à déterminer.                                                         |

| Blason de Cerizay | Blason  | D’azur au chêne d’or mouvant de la pointe, chargé d’un écusson de gueules fretté de vair ; au comble bastillé du second chargé de cinq flammes du troisième issant de cinq créneaux |
| Blason de Cerizay | Détails | Le statut officiel du blason reste à déterminer. |

| Blason de Cersay | Blason  | D’argent à la grappe de raisin d’azur pamprée de deux feuilles de sinople, soutenue de trois fleurs de lys soudées d’or, au chef de gueules chargé de trois tours aussi d’or |
| Blason de Cersay | Détails | * Il y a là non-respect de la règle de contrariété des couleurs : ces armes sont fautives (Or sur argent). Le statut officiel du blason reste à déterminer.                  |

| Blason de Champdeniers | Blason  | Tranché de gueules à deux écharnoirs d'argent, et d'hermine plain ; à la bande ondée d'azur brochant sur la partition. |
| Blason de Champdeniers | Détails | Armoiries adoptées par la municipalité le 12 juin 2003                                                                 |

| Blason de Chapelle-Pouilloux (La) | Blason  | D’argent à la feuille de châtaignier de sinople, chapé d’azur aux deux épis de blé d’or ; au chef de gueules chargé de trois tours d’or ouvertes, ajourées et maçonnées de sable |
| Blason de Chapelle-Pouilloux (La) | Détails | Le statut officiel du blason reste à déterminer. |

| Blason de Chauray | Blason  | D'argent à un vol de sable accompagné de trois étoiles de gueules. |
| Blason de Chauray | Détails | Le statut officiel du blason reste à déterminer.                   |

| Blason de Chef-Boutonne | Blason  | De gueules à cinq tours de sable posées à plomb et posées en chevron                                           |
| Blason de Chef-Boutonne | Détails | * Il y a là non-respect de la règle de contrariété des couleurs : ces armes sont fautives (sable sur gueules). |

| Blason de Cherveux | Blason  | Écartelé d'argent au pairle de sable, et de France.                                                                           |
| Blason de Cherveux | Détails | Armoiries de M. Robert de CUNNINGHAM, qui fit construire le château du lieu. Le statut officiel du blason reste à déterminer. |

| Blason de Couarde (La) | Blason  | D’azur à la croix huguenote d’argent au canton dextre du chef, à quatre arbres terrassés d’or mouvant du flanc senestre et de la pointe, rangés en barre, brochant en partie l’un sur l’autre |
| Blason de Couarde (La) | Détails | Le statut officiel du blason reste à déterminer. |

| Blason de Coulonges-sur-l'Autize | Blason  | Palé d'argent et d'azur.                         |
| Blason de Coulonges-sur-l'Autize | Détails | Le statut officiel du blason reste à déterminer. |

| Blason de Courlay | Blason  | De gueules à deux épis de blé d'or, passés en sautoir et contre-pointés, accostés de deux navettes de tisserand du même. |
| Blason de Courlay | Détails | Le statut officiel du blason reste à déterminer.                                                                         |

Pas d'information pour les communes suivantes : Caunay, Chail, Chantecorps, Chanteloup, La Chapelle-Bâton, La Chapelle-Bertrand, La Chapelle-Saint-Étienne, La Chapelle-Saint-Laurent, La Chapelle-Thireuil, Châtillon-sur-Thouet, Chenay, Chérigné, Chey, Chiché, Le Chillou, Chizé, Cirières, Clavé, Clessé, Clussais-la-Pommeraie, Combrand, Coulon, Coulonges-Thouarsais, Cours , Coutières, Couture-d'Argenson, La Crèche, Crézières.
La Chapelle-Gaudin porte un pseudo-blason.
- Haut – A
- B
- C
- D
- E
- F
- G
- H
- I
- J
- K
- L
- M
- N
- O
- P
- Q
- R
- S
- T
- U
- V
- W
- X
- Y
- Z

## D
| Blason de Doux | Blason  | Coupé : au 1er parti au I de gueules à trois tours d'or, ouvertes, ajourées et maçonnées de sable, au II d'azur à une grappe de raisin tigée et feuillée d'or, au 2d d'argent à saint Martin à cheval au naturel. |
| Blason de Doux | Détails | Le statut officiel du blason reste à déterminer. |

## E
| Blason de Épannes | Blason  | De gueules à trois fusées d'or accolées en fasce, celles des flancs penchées vers le bord de l'écu, accompagnées en chef de deux molettes à huit pointes d'or, remplies du même. |
| Blason de Épannes | Détails | Le statut officiel du blason reste à déterminer. |

| Blason de Exoudun | Blason  | Burelé d’argent et d’azur, la 1re burèle d’argent chargée d’un lambel de gueules et la dernière échancrée de trois pièces par le bas ; à la sirène contournée se mirant d’or brochante ; au comble du même chargé d’une croix pattée alésée de gueules accostée de six filets ondés alésés de même, trois à dextre et trois à senestre, l’une sur l’autre |
| Blason de Exoudun | Détails | Le statut officiel du blason reste à déterminer. |

Les communes d'Échiré, d'Ensigné et d'Exireuil sont dépourvues d'armoiries.
- Haut – A
- B
- C
- D
- E
- F
- G
- H
- I
- J
- K
- L
- M
- N
- O
- P
- Q
- R
- S
- T
- U
- V
- W
- X
- Y
- Z

## F
| Blason de Fors | Blason  | D'azur au chevron d'or accompagné de trois besants, celui de la pointe soutenu d'un croissant, le tout du même. |
| Blason de Fors | Détails | Le statut officiel du blason reste à déterminer.                                                                |

| Blason de Frontenay-Rohan-Rohan | Blason  | Écartelé : au premier et au quatrième contre-écartelé au I et au IV de gueules aux chaînes d'or posées en orle, en croix et en sautoir, chargées en cœur d'une émeraude au naturel, au II et au III d'azur aux trois fleurs de lys d'or, à la bande componée d'argent et de gueules brochant sur le tout, au deuxième et au troisième de gueules aux neuf macles d'or accolées et aboutées, surmontées d'un lambel de quatre pendants du même ; sur le tout d'argent à la guivre d'azur, couronnée d'or, engoulant un enfant issant de gueules. |
| Blason de Frontenay-Rohan-Rohan | Détails | Le statut officiel du blason reste à déterminer. |

```
Pas d'information pour les communes suivantes : 
Faye-l'Abbesse
, 
Faye-sur-Ardin
, 
Fénery
, 
Fenioux
, 
La Ferrière-en-Parthenay
, 
Fomperron
, 
Fontenille-Saint-Martin-d'Entraigues
, 
La Forêt-sur-Sèvre
, 
Les Forges
, 
Les Fosses
, 
La Foye-Monjault
, 
François
, et 
Fressines
.
```

- Haut – A
- B
- C
- D
- E
- F
- G
- H
- I
- J
- K
- L
- M
- N
- O
- P
- Q
- R
- S
- T
- U
- V
- W
- X
- Y
- Z

## G
| Blason de Glénay | Blason  | Parti d’or à trois hures de sanglier de sable allumées et défendues d’argent, et du même à trois chevrons de gueules |
| Blason de Glénay | Détails | Le statut officiel du blason reste à déterminer.                                                                     |

| Blason de Gourgé | Blason  | Écartelé : au 1er d'argent à une tête de lion d'azur, dentée, lampassée de gueules, le bas de sa crinière du même ; au 2d d'azur à une coquille d'argent, au 3e d'azur à un trèfle d'argent, au 4e d'argent à la croix de sinople. |
| Blason de Gourgé | Détails | Le statut officiel du blason reste à déterminer. |

Pas d'information pour les communes de Geay, Genneton, Germond-Rouvre, Gournay-Loizé, Granzay-Gript et Les Groseillers.
- Haut – A
- B
- C
- D
- E
- F
- G
- H
- I
- J
- K
- L
- M
- N
- O
- P
- Q
- R
- S
- T
- U
- V
- W
- X
- Y
- Z

## H, I, J
Aucune des communes suivantes : Hanc,  Irais, Juillé et Juscorps, ne dispose d'un blason connu à ce jour.

## L
| Blason de Lezay | Blason  | Burelé d'argent et d'azur, à huit merlettes de gueules brochant en orle au franc-canton de gueules.                                   |
| Blason de Lezay | Détails | Le statut officiel du blason reste à déterminer.                                                                                      |
| Blason de Lezay | Alias   | D’azur à la tête de chèvre arrachée d’argent accompagnée de cinq tours d’or ouvertes du champ et maçonnées de sable, ordonnées 2.2.1. |

| Blason de Loubillé | Blason  | De gueules au chevron d'argent alésé en pal, chargé de quatre mouchetures d'hermine de sable posées dans le sens du chevron et accompagné de trois besants d'or. |
| Blason de Loubillé | Détails | Le statut officiel du blason reste à déterminer. |

Pas d'information pour les communes suivantes : Lageon, Largeasse, Lhoumois, Limalonges, Lorigné, Loubigné, Louin, Louzy, Luché-sur-Brioux, Luché-Thouarsais, Lusseray, Luzay
- Haut – A
- B
- C
- D
- E
- F
- G
- H
- I
- J
- K
- L
- M
- N
- O
- P
- Q
- R
- S
- T
- U
- V
- W
- X
- Y
- Z

## M
| Blason de Mauléon | Blason  | De gueules au lion d'or, à la bordure d'azur chargée de huit besants d'or.                                                                                     |
| Blason de Mauléon | Détails | * Il y a là non-respect de la règle de contrariété des couleurs : ces armes sont fautives (azur sur gueules). Le statut officiel du blason reste à déterminer. |

| Blason de Mauzé-sur-le-Mignon | Blason  | D’azur au chevron écimé d’or mouvant du chef soutenu d’un carreau du même                                                                    |
| Blason de Mauzé-sur-le-Mignon | Détails | Armoiries conçues par l'Atelier d'Héraldique de Parthenay sur la base des armes des seigneurs du lieu, adoptées par la municipalité en 1997. |

| Blason de Mazières-en-Gâtine | Blason  | D'argent au sautoir bretessé de gueules chargé d'une losange de sable et cantonné de quatre coquilles de même. Devise« porte de la Gâtine »                                                                                        |
| Blason de Mazières-en-Gâtine | Détails | * Il y a là non-respect de la règle de contrariété des couleurs : ces armes sont fautives (sable sur gueules). Armoiries conçues par la Commission "Cracotte" et M.Thierry GILABERT, adoptées par la municipalité le 29 juin 2006. |

| Blason de Mazières-sur-Béronne | Blason  | La lettre A accostée de deux besants, surmontée de trois clous de la passion et d'un chrisme, les quatre pièces rangées en pal et soutenue de la lettre M plus grande.                                        |
| Blason de Mazières-sur-Béronne | Détails | Une couleur n'est pas précisée dans le blasonnement ci-dessus. Veuillez faire apparaître la couleur inconnue en blanc (table d'attente) et l'argent en gris. Le statut officiel du blason reste à déterminer. |

| Blason de Melle | Blason  | D'azur à trois pièces de monnaie ancienne d'argent. |
| Blason de Melle | Détails | Le statut officiel du blason reste à déterminer.    |

| Blason de Ménigoute | Blason  | Coupé d'un palé de sinople et d’argent, les pals de sinople chargés d’une main dextre appaumée de carnation ; et de sinople à la couronne comtale d’or ; à la fasce de gueules brochant sur la partition |
| Blason de Ménigoute | Détails | Le statut officiel du blason reste à déterminer. |

| Blason de Montalembert | Blason  | De sinople à la croix ancrée d'argent  |
| Blason de Montalembert | Détails | Armoiries adoptées par la municipalité |

| Blason de Montravers | Blason  | Taillé d'azur à trois pommes de pin d'or, celle en pointe soutenue d'un croissant d'argent ; et d'argent à un mont-traverse [combinaison d'un mont de six coupeaux et d'une traverse] de sinople accompagné à senestre d'un cœur croisé [sacré-cœur] de gueules. |
| Blason de Montravers | Détails | Le 1er du taillé reprend les armes de la famille de BEAUREGARD. Le 2d est composé de figures qui rendent les armes parlantes. En effet le mont et la traverse renvoient au nom de la commune : Montravers. Le Sacré-Coeur, quant à lui rappelle que la commune faisait partie intégrante de la Vendée militaire. Armes parlantes. (mont et traverse) Le statut officiel du blason reste à déterminer. |

| Blason de Mothe-Saint-Héray (La) | Blason  | Écartelé d’or à un arbre arraché de sinople, et d’argent à deux ours en pied de sable |
| Blason de Mothe-Saint-Héray (La) | Détails | Le statut officiel du blason reste à déterminer.                                      |

| Blason de Mougon | Blason  | D’azur aux trois épis empoignés d’or, liés de même |
| Blason de Mougon | Détails | Le statut officiel du blason reste à déterminer.   |

Pas d'information pour les communes de Mairé-Levescault, Maisonnay, Maisontiers, Marigny, Marnes, Massais, Mauzé-Thouarsais, Melleran, Messé, Missé, Moncoutant et Moutiers-sous-Chantemerle.
Magné porte un pseudo-blason.
- Haut – A
- B
- C
- D
- E
- F
- G
- H
- I
- J
- K
- L
- M
- N
- O
- P
- Q
- R
- S
- T
- U
- V
- W
- X
- Y
- Z

## N
| Blason de Nanteuil | Blason  | De gueules à trois clefs d’or                                                                               |
| Blason de Nanteuil | Détails | Reprise des armes des Chevaliers de LA FRAPINIÈRE, éteints. Armoiries adoptées par la municipalité en 1994. |

| Blason de Niort | Blason  | D'azur semé de fleurs de lis d'or (de France ancien), à la tour d'argent sommée d'une autre tour du même, crénelée, maçonnée et ajourée de sable, posée sur une rivière aussi d'argent, mouvant de la pointe et brochant sur le tout. Ornements extérieurs - Heaume taré de front, lambrequiné d'azur et d'or et empanaché d'argent, en cimier. - Deux sauvages d'argent chevelus et barbus d'or, armées et vêtus de gueules, comme tenants. - Des rinceaux d'or et d'argent en pointe, liées par une fleur de lys d'or. |
| Blason de Niort | Détails | Armoiries adoptées avant 1393. |

| Blason de Nueil-les-Aubiers | Blason  | D'argent à la croix pattée et alésée de gueules, à la bordure de sable chargée de onze besants d'or, au chef de France brochant sur la bordure. |
| Blason de Nueil-les-Aubiers | Détails | Le statut officiel du blason reste à déterminer.                                                                                                |

Pas d'information pour Neuvy-Bouin.
- Haut – A
- B
- C
- D
- E
- F
- G
- H
- I
- J
- K
- L
- M
- N
- O
- P
- Q
- R
- S
- T
- U
- V
- W
- X
- Y
- Z

## O
Oroux est dépourvue d'armoiries connues et Oiron porte un pseudo-blason.

## P
| Blason de Pamproux | Blason  | D'azur à trois feuilles de vigne d'argent.                                                    |
| Blason de Pamproux | Détails | Armes parlantes. (pampre = feuille de vigne) Le statut officiel du blason reste à déterminer. |

| Blason de Parthenay | Blason  | Burelé d'argent et d'azur, à la bande de gueules brochant sur le tout. |
| Blason de Parthenay | Détails | Le statut officiel du blason reste à déterminer.                       |

| Blason de Pin (Le) | Blason  | De gueules à trois croisettes pattées d'argent.  |
| Blason de Pin (Le) | Détails | Le statut officiel du blason reste à déterminer. |

Pas d'information pour les communes suivantes : Paizay-le-Chapt, Paizay-le-Tort, Pamplie, Pas-de-Jeu, Périgné, Pers, La Petite-Boissière, La Peyratte, Pierrefitte, Pioussay, Pliboux, Pouffonds, Pougne-Hérisson, Prahecq, Prailles, Pressigny, Priaires, Prin-Deyrançon, Prissé-la-Charrière, Pugny, Puihardy.
Pompaire porte un pseudo-blason.
- Haut – A
- B
- C
- D
- E
- F
- G
- H
- I
- J
- K
- L
- M
- N
- O
- P
- Q
- R
- S
- T
- U
- V
- W
- X
- Y
- Z

## R
Aucune des communes du département dont le nom commence par la lettre R (Reffannes, Le Retail, La Rochénard, Rom et Romans) ne dispose d'armoiries connues à ce jour.

## S
| Blason de Saint-Christophe-sur-Roc | Blason  | D'azur à la bande d'or. |
| Blason de Saint-Christophe-sur-Roc | Détails | Utilisé par la commune. |

| Blason de Saint-Gelais | Blason  | Écartelé d’azur à la croix alésée d’argent, et d’or au lion de gueules ; sur le tout burelé d’argent et d’azur |
| Blason de Saint-Gelais | Détails | Le statut officiel du blason reste à déterminer.                                                               |

| Blason de Saint-Hilaire-la-Palud | Blason  | Parti de gueules et d'or, le gueules chargé d'une crosse d'or, au clocher de l'église du lieu d'argent et à la barque avec sa gaffe du même brochant sur la partition et mouvant d'une champagne ondée d'or sommée d'une fasce ondée de sinople. |
| Blason de Saint-Hilaire-la-Palud | Détails | Le statut officiel du blason reste à déterminer. |

| Blason de Saint-Léger-de-la-Martinière | Blason  | D'azur à deux coquilles d'or, percées de deux trous aux oreilles et rangées en bande. |
| Blason de Saint-Léger-de-la-Martinière | Détails | Le statut officiel du blason reste à déterminer.                                      |

| Blason de Saint-Léger-de-Montbrun | Blason  | Parti d'azur à un rencontre de chevreuil d'argent, et de gueules à l'arbre du second ; au chef à deux pointes en flancs de sinople chargé d'une église d'argent essorée de sable et adextrée d'un sapin du même. |
| Blason de Saint-Léger-de-Montbrun | Détails | * Il y a là non-respect de la règle de contrariété des couleurs : ces armes sont fautives (sable sur sinople). Le statut officiel du blason reste à déterminer.                                                  |

| Blason de Saint-Loup-Lamairé | Blason  | Deux écus accolés : - D’argent à deux fasces de gueules accompagnées de neuf merlettes du même posées en orle 4.2.2.1 - De gueules à trois pals de vair, au chef d’or |
| Blason de Saint-Loup-Lamairé | Détails | Le statut officiel du blason reste à déterminer. |

| Blason de Saint-Maixent-l’École | Blason  | De gueules à une couronne royale d’or, au chef de France |
| Blason de Saint-Maixent-l’École | Détails | * Il y a là non-respect de la règle de contrariété des couleurs : ces armes sont fautives (azur sur gueules). Le statut officiel du blason reste à déterminer. |

| Blason de Saint-Martin-de-Sanzay | Blason  | D’or au lion de gueules chargé en cœur d’une croisette de Malte d’argent |
| Blason de Saint-Martin-de-Sanzay | Détails | Le statut officiel du blason reste à déterminer.                         |

| Blason de Saint-Maxire | Blason  | De sinople à douze croissants versés d’argent ordonnés 4, 4, 3, 1, soutenus d’une lettre M capitale du même |
| Blason de Saint-Maxire | Détails | Le statut officiel du blason reste à déterminer.                                                            |

| Blason de Saint-Romans-lès-Melle | Blason  | D’azur à la croix latine alésée d’argent, accompagnée en pointe de trois coquilles du même |
| Blason de Saint-Romans-lès-Melle | Détails | Le statut officiel du blason reste à déterminer.                                           |

| Blason de Saint-Symphorien | Blason  | Un griffon surmonté de trois étoiles à huit rais rangées en fasce et soutenues d'une trangle alésée; au comble chargé de deux trangles ondées.                                                                |
| Blason de Saint-Symphorien | Détails | Une couleur n'est pas précisée dans le blasonnement ci-dessus. Veuillez faire apparaître la couleur inconnue en blanc (table d'attente) et l'argent en gris. Le statut officiel du blason reste à déterminer. |

| Blason de Saint-Varent | Blason  | De sinople au pairle d'or accompagné en chef d'une coquille, à dextre d'une roue de moulin et à senestre d'un fer de moulin, le tout d'argent; sur le tout, d'argent chaussé d'azur, au pont de trois arches de sable maçonné d'argent posé sur une rivière du même mouvant de la pointe et brochant sur le tout. |
| Blason de Saint-Varent | Détails | Le statut officiel du blason reste à déterminer. |

| Blason de Sainte-Verge | Blason  | De gueules à la herse sarrasine d'or, soutenue d'un fossile d'ammonite d'argent. |
| Blason de Sainte-Verge | Détails | Adopté en janvier 2017.                                                          |

| Blason de Salles | Blason  | De gueules à un poignard versé d’or              |
| Blason de Salles | Détails | Le statut officiel du blason reste à déterminer. |

| Blason de Sanzay | Blason  | Écartelé d’azur à deux bandes d’argent, et d'un échiqueté de gueules et d’or de quatre tires |
| Blason de Sanzay | Détails | Le statut officiel du blason reste à déterminer.                                             |

| Blason de Sauzé-Vaussais | Blason  | D'azur à la tour de l'Horloge du lieu d'argent essorée de sable, surmontée de l'inscription d'argent « SAUZE-VAUSSAIS » elle-même surmontée de cinq tours d'or, ouvertes et ajourées de sable, rangées en fasce. |
| Blason de Sauzé-Vaussais | Détails | Le statut officiel du blason reste à déterminer. |

| Blason de Secondigny | Blason  | De gueules à trois chevrons d'or accompagnés en chef de deux angemmes d'argent. |
| Blason de Secondigny | Détails | Le statut officiel du blason reste à déterminer.                                |

Pas d'information pour les communes suivantes : Saint Maurice Étusson, Saint-Amand-sur-Sèvre, Saint-André-sur-Sèvre, Saint-Aubin-du-Plain, Saint-Aubin-le-Cloud, Saint-Coutant, Saint-Cyr-la-Lande, Saint-Étienne-la-Cigogne, Saint-Génard, Saint-Généroux, Saint-Georges-de-Noisné, Saint-Georges-de-Rex, Saint-Germain-de-Longue-Chaume, Saint-Germier, Saint-Jacques-de-Thouars, Saint-Jean-de-Thouars, Saint-Jouin-de-Marnes, Saint-Jouin-de-Milly, Saint-Laurs , Saint-Lin, Saint-Maixent-de-Beugné, Saint-Marc-la-Lande, Saint-Martin-de-Bernegoue, Saint-Martin-de-Mâcon, Saint-Martin-de-Saint-Maixent, Saint-Martin-du-Fouilloux, Saint-Martin-lès-Melle, Saint-Médard, Saint-Pardoux Saint-Paul-en-Gâtine, Saint-Pierre-des-Échaubrognes, Saint-Pompain, Saint-Rémy, Saint-Romans-des-Champs, Saint-Vincent-la-Châtre, Sainte-Blandine, Sainte-Eanne, Sainte-Gemme, Sainte-Néomaye, Sainte-Ouenne, Sainte-Radegonde, Sainte-Soline, Saivres, Sansais, Saurais, Sciecq, Scillé, Secondigné-sur-Belle, Séligné, Sepvret, Sompt, Soutiers, Souvigné et Surin.
Soudan porte un pseudo-blason.
- Haut – A
- B
- C
- D
- E
- F
- G
- H
- I
- J
- K
- L
- M
- N
- O
- P
- Q
- R
- S
- T
- U
- V
- W
- X
- Y
- Z

## T
| Blason de Thouars | Blason  | D'azur semé de fleurs de lys d'or (de France ancien), au franc-quartier de gueules. |
| Blason de Thouars | Détails | Le statut officiel du blason reste à déterminer.                                    |

Pas d'information pour les communes suivantes : Taizé-Maulais, Le Tallud, Tessonnière, Thénezay, Thorigné, Thorigny-sur-le-Mignon, Tillou, Tourtenay, Trayes.
- Haut – A
- B
- C
- D
- E
- F
- G
- H
- I
- J
- K
- L
- M
- N
- O
- P
- Q
- R
- S
- T
- U
- V
- W
- X
- Y
- Z

## U, V, X
| Blason de Villiers-sur-Chizé | Blason  | D'azur à la fontaine d'or jaillissante d'argent et brochant sur une coquille d'or versée et couchée en pointe. |
| Blason de Villiers-sur-Chizé | Détails | Le statut officiel du blason reste à déterminer.                                                               |

Pas d'information pour les communes suivantes : Usseau, Vallans, Vançais, Le Vanneau-Irleau, Vanzay, Vasles, Vausseroux, Vautebis, Vernoux-en-Gâtine, Vernoux-sur-Boutonne, Verruyes, Le Vert, Viennay, Villefollet, Villemain, Villiers-en-Bois, Villiers-en-Plaine, Vouhé, Vouillé, Voulmentin,  Xaintray.